# Big Zapper
Big Zapper es una película británica de 1973 del género de aventuras, acción y espionaje, dirigido por Lindsay Shonteff y protagonnizada por Linda Marlowe como Harriet Zapper. Es una adaptación del cómic británico "The Big Zapper".

## Argumento
La detective privada Harriet Zapper, es contratada por un rico hombre viejo que le encarga encontrar a sus hijos desaparecidos. Una vez aceptado el caso, Zapper se da cuenta de que se trata de algo más serio que un rapto, enfrentándose a una importante mafia criminal.